# Armador (marinha)
Armador (do italiano armatore) - no âmbito geral da marinha e especialmente no da marinha mercante - é a pessoa física ou jurídica que procede ao armamento de um navio, consistindo este no conjunto dos atos jurídicos e materiais para que o navio fique em condições de empreender viagem. O armador promove, por sua conta e risco, a equipagem e exploração de um ou mais navios, o que lhe confere determinadas responsabilidades particulares, nomeadamente perante os seus clientes, tripulações, fornecedores, prestadores de serviços e autoridades marítimas. A renda de um armador provêm  normalmente da cobrança de frete para o transporte de cargas entre dois portos, ou da locação da embarcação a uma taxa diária ou horária.

## Atividades
O armador é o responsável pela contratação do capitão (ou comandante) e imediatos. A atividade, via de regra, é organizada em forma de empresa a que se dá o nome de "armadoria" (pouco usual) e/ou "armação", embora possa ser uma atividade pessoal, de fundação, de fundos de pensão ou de investimento. Suas atividades podem, ainda, ser transferidas por terceirização: neste caso, ao terceirizado, caberá a gestão técnica das embarcações.

## Direito brasileiro
Em relação à propriedade da embarcação, para o direito comercial, o armador pode ser:
- Armador-gerente-proprietário: aquele que opera navios que pertencem a vários proprietários e/ou a armação, operando em nome destes. Nesta acepção, é também chamado Caixa e/ou Fundo, desenvolvido originalmente na Inglaterra, no Brasil e em Portugal desde 1808.
- Armador-locatário: quando opera embarcação de propriedade alheia.
- Armador-proprietário: quando os navios pertencem ao próprio armador.

## Direito português
No âmbito do direito português, o conceito de "armador" está atualmente definido pelo decreto-lei n.º 202/98, de 10 de julho de 1998, que revogou os artigos 492.º a 495.º e 509.º do Código Comercial de 1888. Segundo o referido decreto-lei, o armador de um navio é aquele que, no sue próprio interesse, procede ao armamento do navio. Por sua vez, o armamento do navio consiste no conjunto dos atos jurídicos e materiais necessários para que o mesmo fique em condições de empreender viagem.
Salvo prova em contrário, presume-se que o armador de um navio é:
a) o seu proprietário;
b) O titular do segundo registo, havendo duplo registo;
c) O afretador, no caso de fretamento em casco nu.
Compete-lhe sempre designar o capitão do navio e pode despedi-lo a todo o tempo, sem prejuízo dos direitos e obrigações decorrentes do contrato de trabalho.
O armador de um navio pode ser ou não o seu proprietário. O armador que seja proprietário do navio responde, independentemente de culpa, pelos danos derivados de atos e omissões do capitão e da tripulação, dos pilotos ou práticos tomados a bordo e de qualquer outra pessoa ao serviço do navio. O armador que não seja proprietário do navio responde, perante terceiros, nos mesmos termos do proprietário armador, sendo que, neste caso o simples proprietário também responde subsidariamente. O armador responde pelos atos do gestor gestor relativos ao armamento do navio.
- VASCONCELLOS, J.S. Princípios de Defesa Militar. Editora da Biblioteca de Marinha e Exército Brasileiro. 1939.

1. ↑  Dicionário Aurélio, verbetes armador, armador-gerente, armador-proprietário e armador-locatário
2. 1 2 3 4  PORTUGAL, Ministério da Justiça de, "Decreto-lei n.º 202/98, de 10 de julho (Estabelece o regime da responsabilidade do proprietário do navio e disciplina a actuação das entidades que o representam. Revoga os artigos 492.º a 495.º e 509.º do Código Comercial)",  Diário da República n.º 157, Lisboa: Imprensa Nacional-Casa da Moeda, 1998